# Dvojštítek
Dvojštítek (Biscutella) je široký rod žlutě kvetoucích bylin rostoucích převážně v oblasti okolo Středozemního moře, ve Střední Evropě a hojně i na území západní Asie. V taxonomicky složitém rodě je rozeznáváno přibližně 45 až 50 druhů, v České republice se vyskytuje pouze jediný dvojštítek hladkoplodý.

## Popis
Rostlina z rodu dvojštítek může být jednoletá až víceletá a lysá nebo porostlá jednoduchými chlupy. Bazální řapíkaté list bývají celokrajné, zubaté až lyrovitě dělené. Střídavé listy na vzpřímené či poléhavé lodyze jsou přisedlé a drobnější než přízemní, v jejich úžlabí vyrůstají odbočující větve.
Na koncích rozvětvené lodyhy rostou drobné oboupohlavné stopkaté květy seskupené obvykle do hroznovitého nebo latnatého květenství. Pravidelné květy mají okvětí tvořeno čtyřmi vztyčenými nebo rozloženými nazelenalými kališními lístky a čtyřmi většími, široce vejčitými, žlutými korunními lístky střídajícími se s kališními. V květu je dále šest dvoumocných tyčinek s prašníky, nektaria a dvoudílný semeník s dlouhou čnělkou zakončenou kuličkovitou bliznou.
Plody jsou nápadné, diskovitě ploché, jednosemenné, pukající šešulky s blanitým okrajem které jsou po dvou spojené čnělkou dohromady; vytvářejí útvar podobný brýlím. Semena bez křidélek nebo chmýru jsou okrouhlá a velmi plochá, do okolí jsou zanášena větrem. Velikost plodů je u jednotlivých druhů velmi variabilní, pohybuje se od 2,5 mm do 18,5 mm.

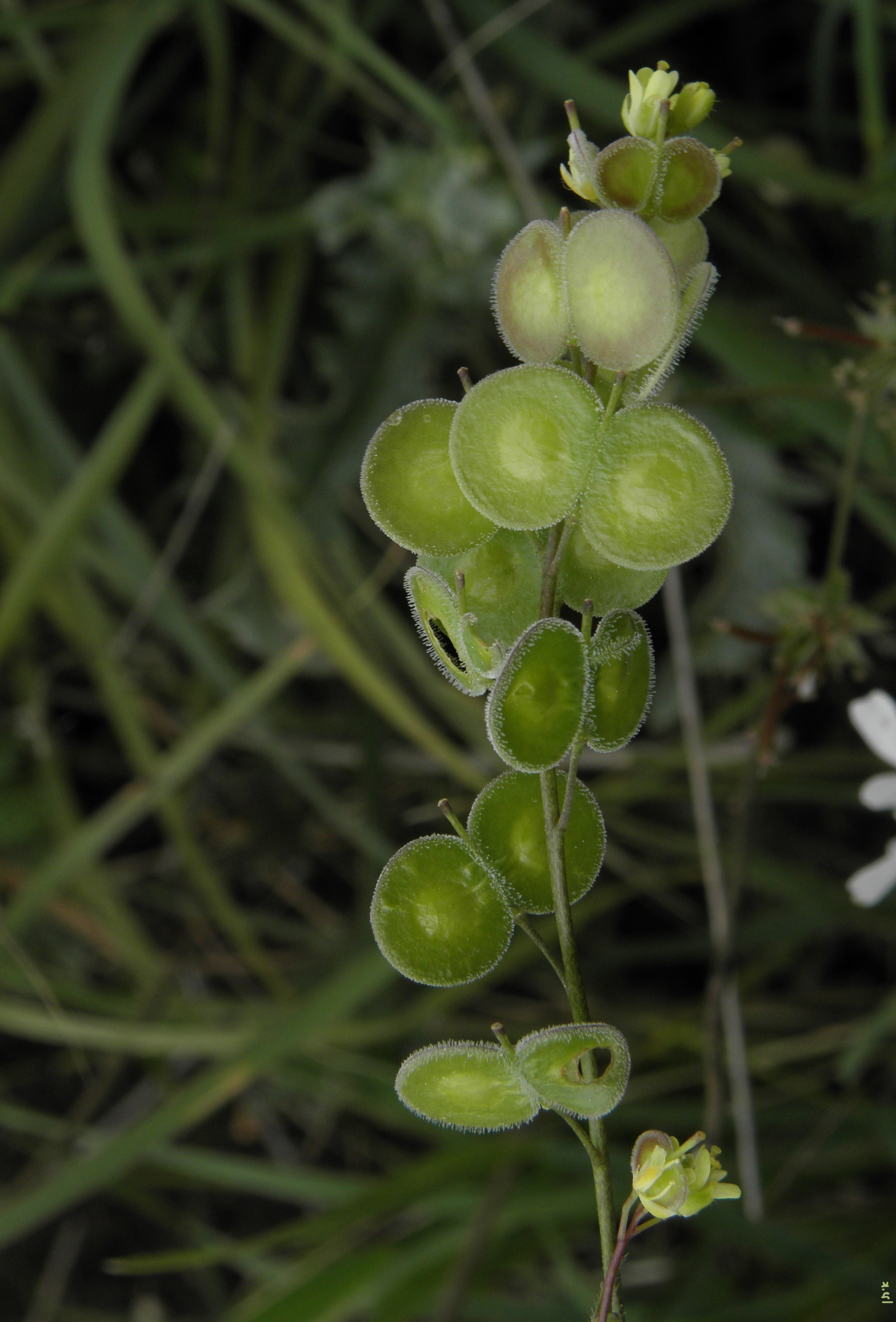
Dozrávající plody
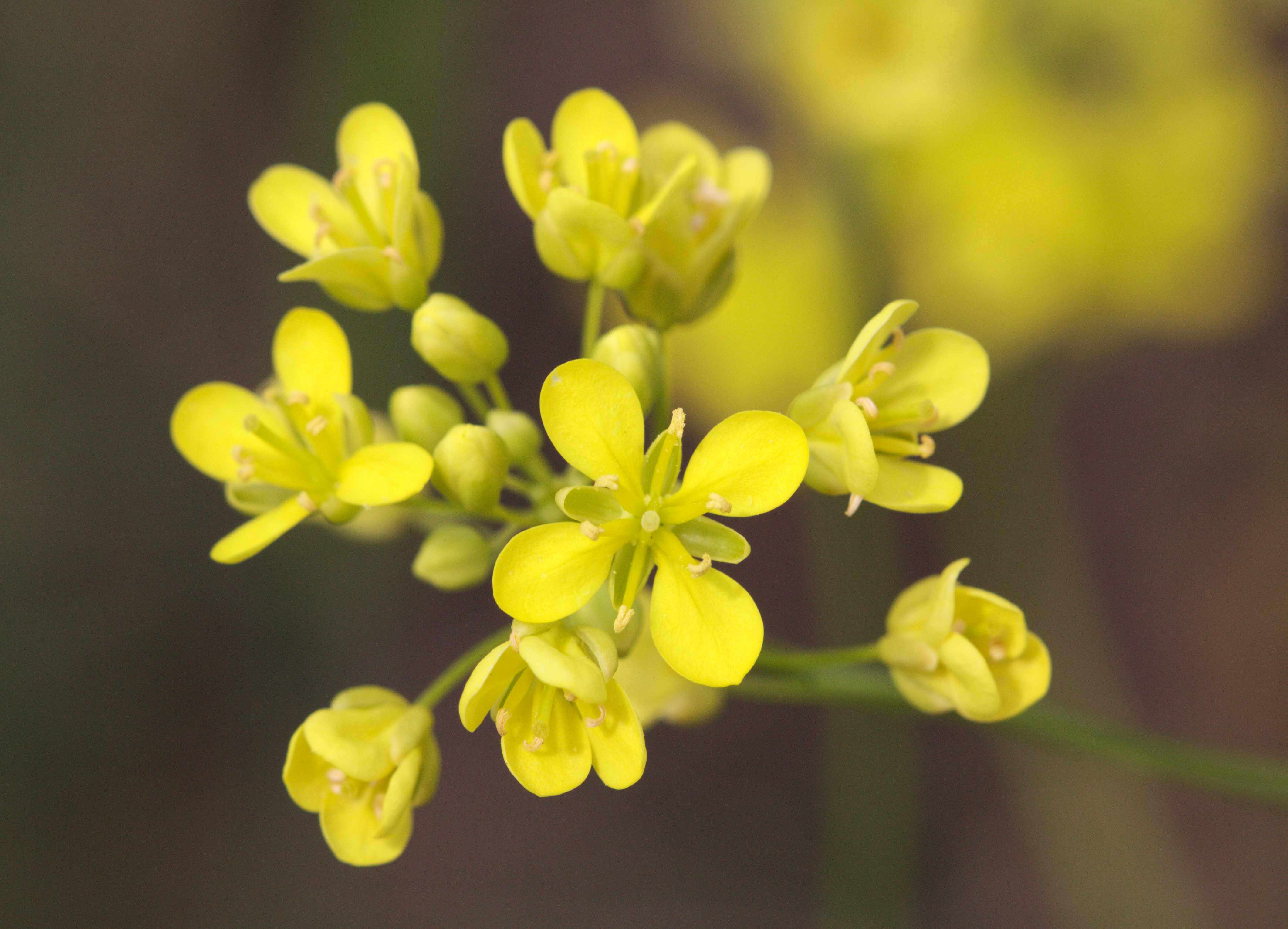
Typické květenství